# Elsa Skäringer-Larsson
Elsa Skäringer-Larsson, född 26 december 1900 i Kristinehamn, död 9 maj 1969, var en svensk lärare, författare, fredsaktivist, rektor på Karl Johansskolan i Göteborg och pionjär inom skolforskning i Sverige. Hon var aktiv i den grupp lärare som under 1930-talet utvecklade den svenska modellen av aktivitetspedagogik. Hon var också delaktig i arbetet med att utveckla den svenska grundskolans pedagogik genom sitt deltagande 1946 års skolkommission tillsammans med Alva Myrdal och Ester Hermansson.
Skäringer-Larsson växte upp på gården Skäringsbol i Kristinehamn. 
Skäringer-Larsson var inspirerad av Elsa Köhler, docent och verksam inom pedagogik och psykologi vid universitetet i Wien. Tillsammans med kollegorna på Karl Johansskolan blev hon, via Köhler, en pionjär inom aktivitetspedagogiken. 
Genom Elsa Köhler hade Elsa Skäringer-Larsson även kommit i kontakt med tankarna hos den amerikanska pragmatismen, ofta personifierad av filosofen och pedagogen John Dewey. I april 1939 reste hon tillsammans med sin kollega Ester Hermansson till USA för att på plats skaffa sig kunskap om de nya pedagogiska idéerna. Deweys efterträdare vid Columbiauniversitetet, professor William H. Kilpatrick, tog emot de två svenska lärarinnorna och under månaderna i USA varvade de deltagande i universitetskurser med föreläsningar och studiebesök på olika skolor. De samlade också in material av olika slag att ta med sig hem: böcker, forskningsrapporter, undervisningsplaner med mera. Det var framför allt kopplingen mellan forskningen och klassrumspraktiken som stod i fokus för deras intresse. Resan resulterade i boken Demokratisk fostran i U.S.A. som när den kom år 1941 var en av Sveriges första böcker om skolans demokratiska uppdrag och demokratisk fostran.
Skäringer-Larsson var politiskt engagerad, bland annat i fredsfrågan. Under 1930-talet var hon ställde hon upp som delegat för Kvinnornas Representantmöte "Ner med vapen i alla länder".
Som aktiv inom Medborgarskolan var Skäringer-Larsson engagerad i, ledde och utvecklade deras studiecirkelverksamhet.
Skäringer-Larsson var yrkesaktiv på Karl Johansskolan i Majorna i Göteborg.